# Roller (Familienname)
Roller ist ein deutscher Familienname.

## Herkunft und Bedeutung
Roller ist entweder ein Berufsname oder ein Patronym zu einem Rufnamen. Als Berufsname geht er auf das mittelhochdeutsche rollen (deutsch: rollen oder hin- und herfahren) zurück und stand somit für einen Fuhrmann. Im Falle der Benennung nach Rufname handelte sich um ein Patronym zu einer Rufnamenkurzform zu Vollformen wie Rudolf oder Roland.

## Varianten
- Röller, Roll, Rollmann

## Namensträger
- Alfred Roller (1864–1935), österreichischer Maler und Bühnenbildner
- Anna Roller (* 1993), deutsche Filmregisseurin und Drehbuchautorin
- Christian Friedrich Wilhelm Roller (1802–1878), deutscher Psychiater
- Christian Nicolaus Roller (1745–1818), deutscher Gymnasial-Professor und Autor
- Duane Henry Du Bose Roller (auch: Duane H. D. Roller, Duane Henry DuBose Roller; 1920–1994), Wissenschaftshistoriker
- Duane W. Roller (* 1946), US-amerikanischer Archäologe
- Edeltraud Roller (1957–2020), deutsche Politikwissenschaftlerin
- Eduard Roller (1891–1983), deutscher Landrat
- Florian Roller (* 1992), deutscher Ruderer
- Georg Jakob Roller (1774–1857), deutscher Taubstummenpädagoge
- Gustav Roller (1895–1959), deutscher Fußballspieler
- Heinrich Roller (1839–1916), deutscher Stenograf
- Hugo Roller (1907–1990), deutscher Politiker (SPD)
- Jochen Roller (* 1971), deutscher Choreograf
- Joseph Roller (1929–1988), luxemburgischer Fußballspieler
- Julius Roller (1862–1946), österreichischer Jurist und Politiker
- Klaus Roller (1929–2000), deutscher Kirchenmusiker, Organist und Komponist
- Mayumi Roller (* 1991), US-amerikanische Seglerin
- Mileva Roller (1886–1949), österreichische Malerin
- Olivier Roller (* 1971), französischer Fotograf
- Otto Roller (1927–2017), deutscher Archäologe und Direktor des Historischen Museums der Pfalz
- Otto Konrad Roller (1871–1936), deutscher Historiker, Genealoge und Numismatiker
- Pascal Roller (* 1976), deutscher Basketballspieler
- Paul Schmidt-Roller (1891–1963), deutscher Maler, Kunstlehrer und Textilgestalter
- Peter Roller (* 1948), slowakischer Bildhauer, Zeichner und Grafiker
- Philip Roller (* 1994), deutscher Fußballspieler
- Robert Roller (Architekt, 1805) (Christoph Robert August Roller; 1805–1858), deutsch-schweizerischer Architekt und Baubeamter
- Robert Roller (Architekt, 1832) (1832–1898), Schweizer Architekt
- Samuel David Roller (1779–1850), deutscher Pfarrer und Liederdichter
- Stefan Roller (* 1961), deutscher Kunsthistoriker und Kurator
- Theodor Roller (1915–2008), deutscher Widerstandskämpfer
- Ursula Roller (* 1936), deutsche Pionierin der Hospizbewegung
- Uwe Roller (Rocking Mojo; 1962–2006), deutscher Bluesharper und Rock’n’Roll-Musiker